# Aleš Hlad
Aleš Hlad (Lubiana, 6 maggio 1979) è un pilota motociclistico sloveno ritiratosi dall'attività agonistica.

## Carriera
È stato pilota di Supermotard nel Campionato del Mondo Supermoto, in sella a KTM del Team Motoracing. Nel 2005 ha vinto il titolo Europeo Supermoto. Nel 2009 passa alla bicilindrica Aprilia SXV nel Team Racewars (dopo una breve parentesi nel Team PMR H2O) per correre il mondiale S2. Nel 2010 torna al Team Motoracing KTM con cui vinse il titolo europeo nel 2005, ma non disputa tutta la stagione. Nel 2011 torna nuovamente in Aprilia, questa volta nel Team Nastedo Petronas su MXV ufficiale.
Terminata la propria carriera svolge l'attività di Sales assistant non disdegnando di prendere parte a competizioni amatoriali con scopi benefici quali ad esempio la The Distinguished Gentleman's Ride.

## Palmarès
- 2001: 42º posto Campionato Europeo Supermoto (su Husqvarna)
- 2002: 2º posto Campionato Sloveno Supermoto (su Honda)
- 2003: Campione del Triveneto Supermoto (su Honda)
- 2003: 10º posto Campionato Sloveno Supermoto (2 gare su 8) (su Honda)
- 2004: Campione del Triveneto Supermoto (su Honda)
- 2004: 3º posto Campionato Sloveno Supermoto classe 450 cm³ (3 gare su 5) (su Honda)
- 2004: 24º posto Campionato Internazionale d'Italia Supermoto (2 gare su 6) (su Honda)
- 2004: 9º posto generale Supermoto delle Nazioni (Team Slovenia) (su Honda)
- 2005: 9º posto Campionato Sloveno Supermoto classe Open (2 gare su 7) (su KTM)
- 2005: Campione Europeo Supermoto classe 450 cm³ (su KTM)
- 2005: 5º posto generale al Supermoto delle Nazioni (Team Slovenia) (su KTM)
- 2006: 12º posto Campionato Sloveno Supermoto classe Open (2 gare su 6) (su KTM)
- 2006: 18º posto Campionato Internazionale d'Italia Supermoto classe Prestige (su KTM)
- 2006: 6º posto Campionato del Mondo Supermoto S1 (su KTM)[4]
- 2006: Campione Europeo al Supermoto delle Nazioni (Team Slovenia) (su KTM)
- 2006: 4º posto Oxtar Day Supermoto (su KTM)
- 2007: 18º posto Campionato Internazionale d'Italia Supermoto S2 (3 gare su 6) (su KTM)
- 2007: 9º posto Campionato del Mondo Supermoto S2 (su KTM)
- 2007: 16º posto generale Supermoto delle Nazioni (Team Bulgaria) (su KTM)
- 2007: 14º posto Campionato AMA Supermoto Unlimited (3 gare su 10) (su KTM)
- 2008: 20º posto Campionato Internazionale d'Italia Supermoto S2 (3 gare su 6) (su KTM)
- 2008: 11º posto Campionato del Mondo Supermoto S2 (su KTM)
- 2008: 3º posto generale Supermoto delle Nazioni (Team Bulgaria) (su KTM)
- 2009: 3º posto Campionato Sloveno Supermoto classe Open (su Aprilia)
- 2009: 32º posto Campionato Internazionale d'Italia Supermoto (1 gara su 5) (su Aprilia)
- 2009: 9º posto Campionato del Mondo Supermoto S2 (su Aprilia)
- 2010: 22º posto Campionato Europeo Supermoto Open (1 gara su 5) (su KTM)
- 2011: 24º posto Campionato Internazionale d'Italia Supermoto S1 (su Aprilia) - infortunio